# Katharina von Habsburg († 1282)
Katharina von Habsburg (* um 1256 in Rheinfelden; † 4. April 1282 in Landshut) war eine deutsche Prinzessin und Herzogin. Sie wurde als drittes Kind von König Rudolf I. aus dessen Ehe mit Gertrud von Hohenberg geboren. Sie heiratete um 1279 Herzog Otto III. von Niederbayern, der später auch König von Ungarn wurde.
In der Zeit einer kurzfristigen Annäherung Bayerns an Österreich wurde eine Heiratsabrede zwischen Herzog Heinrich XIII. von Niederbayern mit Rudolf I. getroffen. Heinrichs ältester Sohn Otto sollte Katharina heiraten, nebst 40.000 Mark Mitgift; für diese Summe forderte Heinrich im Gegenzug das Land ob der Enns (das heutige Oberösterreich) als Pfand. Diese Abmachung sicherte Rudolf in der ersten entscheidenden Auseinandersetzung mit Ottokar II. Přemysl den freien Weg nach Wien.
Um 1279 fand die Hochzeit in Wien statt. Die Annäherung war jedoch von kurzer Dauer: Nach Rudolfs Erfolg in Österreich musste Heinrich auf das Land ob der Enns verzichten, die Mitgift wurde auf 3.000 Mark herabgesetzt. Katharina starb schon nach dreijähriger Ehe in Landshut und wurde im Kloster Seligenthal bei Landshut beigesetzt. Mit Otto III. hatte sie zwei Kinder, die Zwillinge Rudolf und Heinrich, die allerdings schon im Jahr ihrer Geburt, 1280, gestorben waren. Durch einen Schiedsspruch von 1283 wurde entschieden, dass Heinrich die ihm verschriebenen Pfandgüter gegen Auszahlung von 3.000 Mark an Rudolfs Nachfolger Albrecht I. zurückzustellen habe.